# Estación Requínoa
Requínoa es una estación ferroviaria chilena ubicada en la comuna de Requínoa, que fue construida en el km. 96 del FC de Santiago a Curicó, o Ferrocarril del Sur, y que posteriormente formó parte de la Red Sur de la Empresa de los Ferrocarriles del Estado (EFE), ubicada en la localidad de Requínoa.
Durante años permaneció cerrada para el servicio de pasajeros, debido al declive que tuvo EFE en los servicios de cercanías en la zona.

## Historia

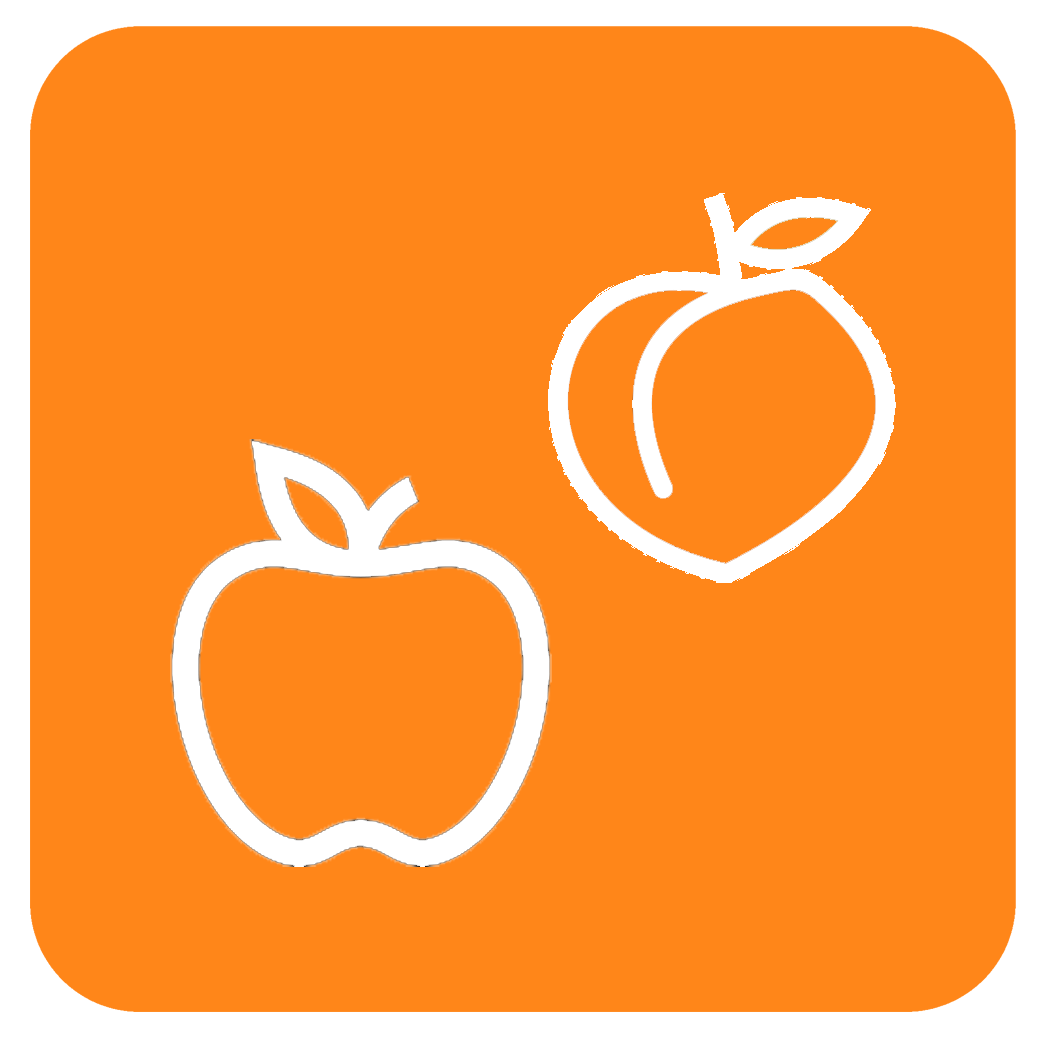
Pictograma que identificaba a la estación en 2001.

Con la reposición del servicio de cercanías hasta San Fernando en 2000, anteriormente llamado Metrotren, se produjo mucho descontento por parte de los vecinos al no ser incluida en las detenciones del servicio, las explicaciones dadas por la Empresa de los Ferrocarriles del Estado (EFE) apuntaban a una supuesta falta de compromiso de la autoridad comunal con el proyecto de ampliación de Metrotren, los reclamos constantes en el municipio llevaron a que este invirtiera una pequeña cantidad de dinero en habilitar andenes y estación y que fuera incluida en las detenciones de Metrotren.
Desde marzo de 2017, esta estación dejó de ser detención del servicio de Metrotren, producto de las inauguraciones de Tren Rancagua-Estación Central y Tren Nos-Estación Central; el Metrotren San Fernando, que usaba esta detención, fue suprimido ya que se dividió en estos últimos dos servicios.
El 19 de agosto de 2022 el presidente Gabriel Boric anunció nuevas detenciones del Tren Rancagua en el tramo Rancagua–San Fernando, para ello se volverá a  habilitar la estación Requínoa. Se espera que la estación vuelva a estar operativa entre 2023 y 2024, junto con las estaciones Rosario y Pelequén. En septiembre de 2024, se anunció que en una colaboración entre EFE y el gobierno regional se dio inicio a las obras de restauración de las estaciones Requínoa y Rosario, por lo cual se esperaba que ambas se encontraran habilitadas durante el primer semestre de 2025. Sin embargo, en junio de 2025 se informó que las obras presentaban retrasos significativos, por lo cual se espera que la reinauguración de las estaciones Requínoa y Rosario ahora sea para 2026.

## Carga

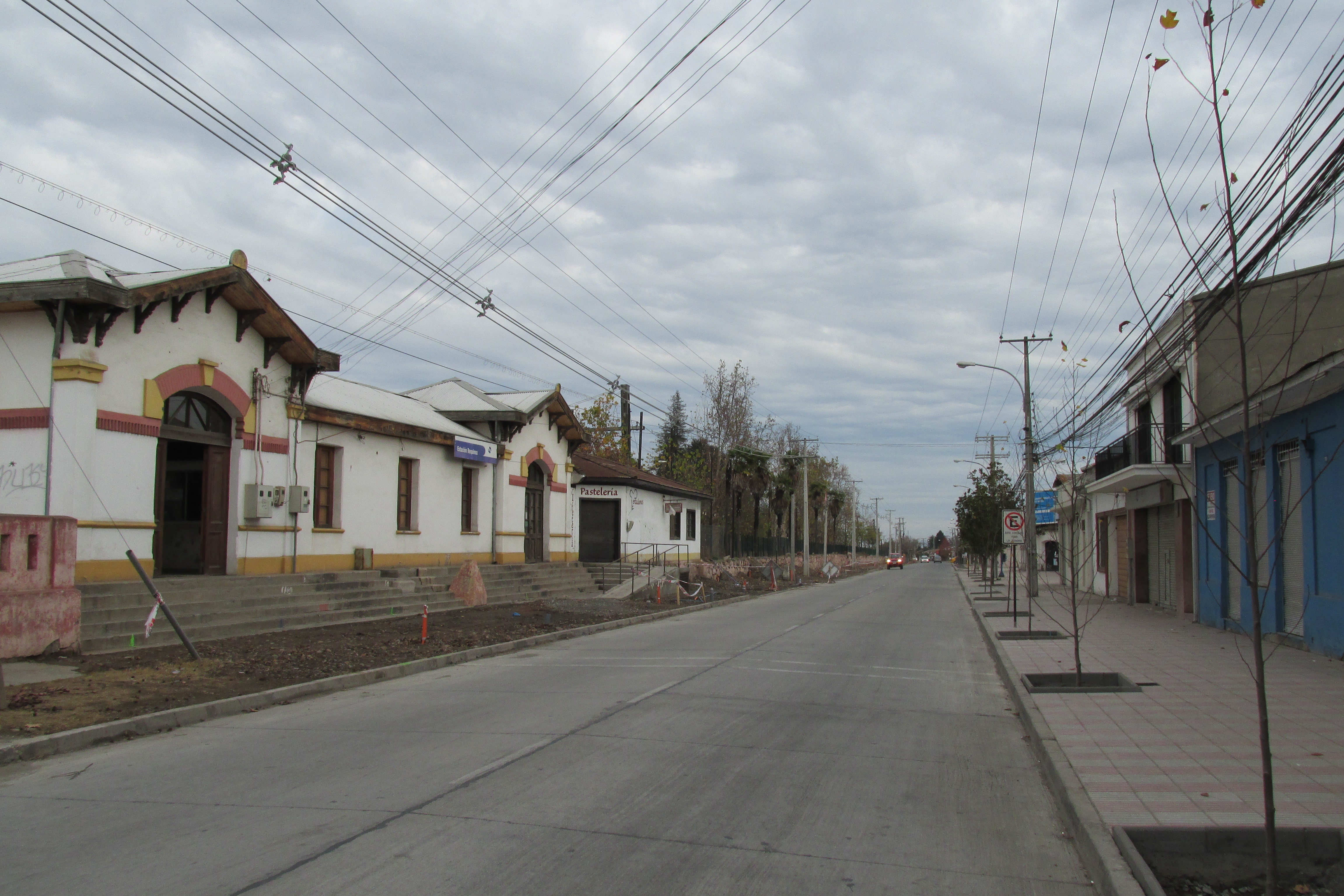
Entorno de la estación por calle Comercio.

Desde sus inicios la principal actividad de la estación fue el embarque de productos agrícolas de los alrededores, incluidos pueblos aledaños sin acceso a ferrocarril como Coinco, la producción principal de la zona eran las hortalizas y cereales. Incluso un latifundio del sector, el fundo de Las Cabras, tuvo su propio desvío ferroviario, que a unos 3 kilómetros al norte de la estación se desviaba hacia el oriente por alrededor de un kilómetro.[cita requerida]
Con los cambios producidos tras la reforma agraria y el boom exportador de los años 1980, cambia la actividad económica y se centra en la producción de fruta, lo que conlleva a una disminución exponencial del tráfico de carga saliente, sin embargo David del Curto, principal exportador de la zona decide transportar su carga por ferrocarril, para esto se construye inicialmente un desvío al interior de la bodega estación y se planifica la construcción de otro desvío a plena vía, dirigido hacia el poniente 1,5 kilómetros al norte de la estación, el cual cruzando plantaciones de paltos debe cruzar la carretera panamericana por un paso bajo nivel para llegar a las instalaciones de la exportadora David del Curto después de un recorrido menor a un kilómetro, trabajo que nunca se llega a realizar debido a la repentina muerte del empresario en un accidente aéreo y al nulo interés de la nueva administración de sus empresas por el transporte ferroviario.[cita requerida]
El tráfico entrante desde su inauguración hasta entrados los 70 principalmente fue de maquinaria e insumos para la actividad agrícola, pero entrados los 80 hasta la década de los 90 se basa en el arribo de manzanas ácidas y cebada para Agrona, empresa dedicada a la producción de jugos y maltas para cerveza. También durante más de una década la escasez de bodegaje en Rancagua obliga a la Empresa de los Ferrocarriles del Estado, a utilizar a esta estación como destino y almacenamiento de Sal para la limpieza de nieve en la Carretera del Cobre, perteneciente la división El Teniente de Codelco.
Los últimos arribos de carga ya en la década del 2000 correspondieron a carbón y cuarzo, también para El Teniente.